# Ford Equator
Der Ford Equator ist ein ausschließlich in China vermarktetes Sport Utility Vehicle des Joint Ventures aus Ford und Jiangling Motors.

## Modellgeschichte
Offiziell vorgestellt wurde das SUV im Januar 2021. Zwei Monate später kam es in den Handel. Eine überarbeitete Version präsentierte der Hersteller im November 2024. In der chinesischen Modellpalette von Ford ist der rund 4,90 Meter lange Equator zwischen Everest und Explorer positioniert. Das Fahrzeug hat drei Sitzreihen mit insgesamt sechs oder sieben Sitzen.
Im Oktober 2021 wurde das auf dem Equator basierende, aber kleinere SUV Equator Sport vorgestellt.

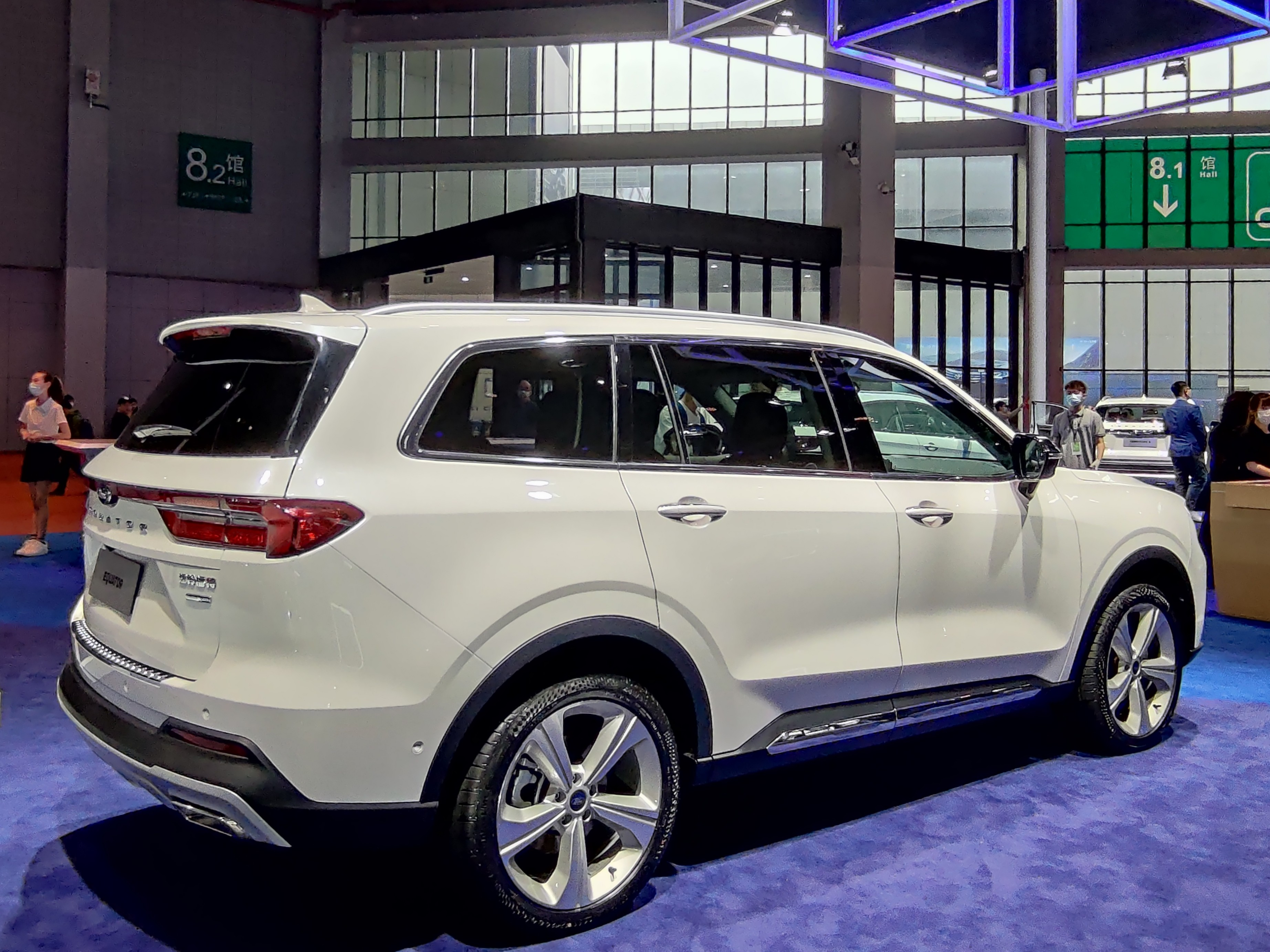
Heckansicht
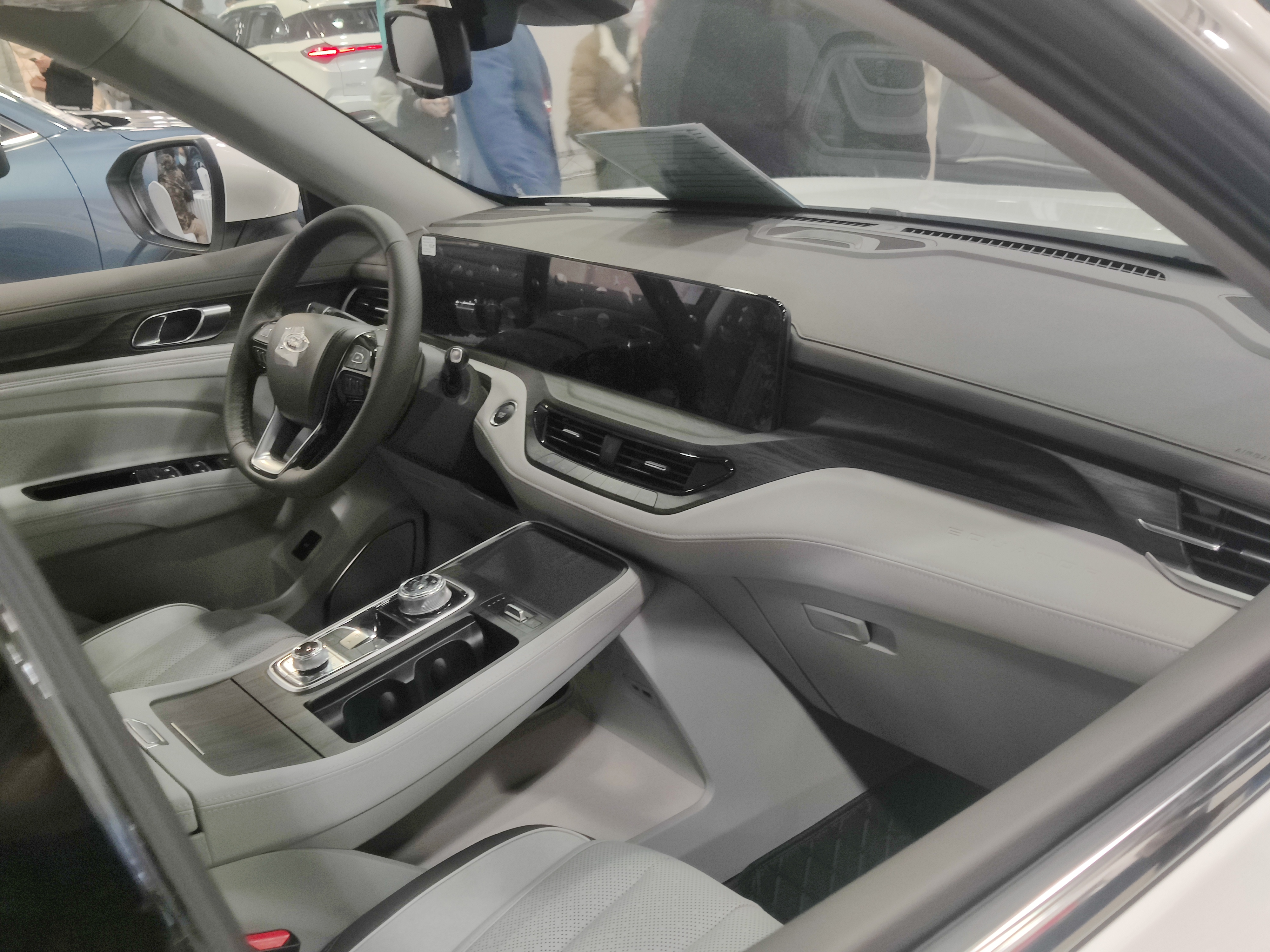
Innenansicht
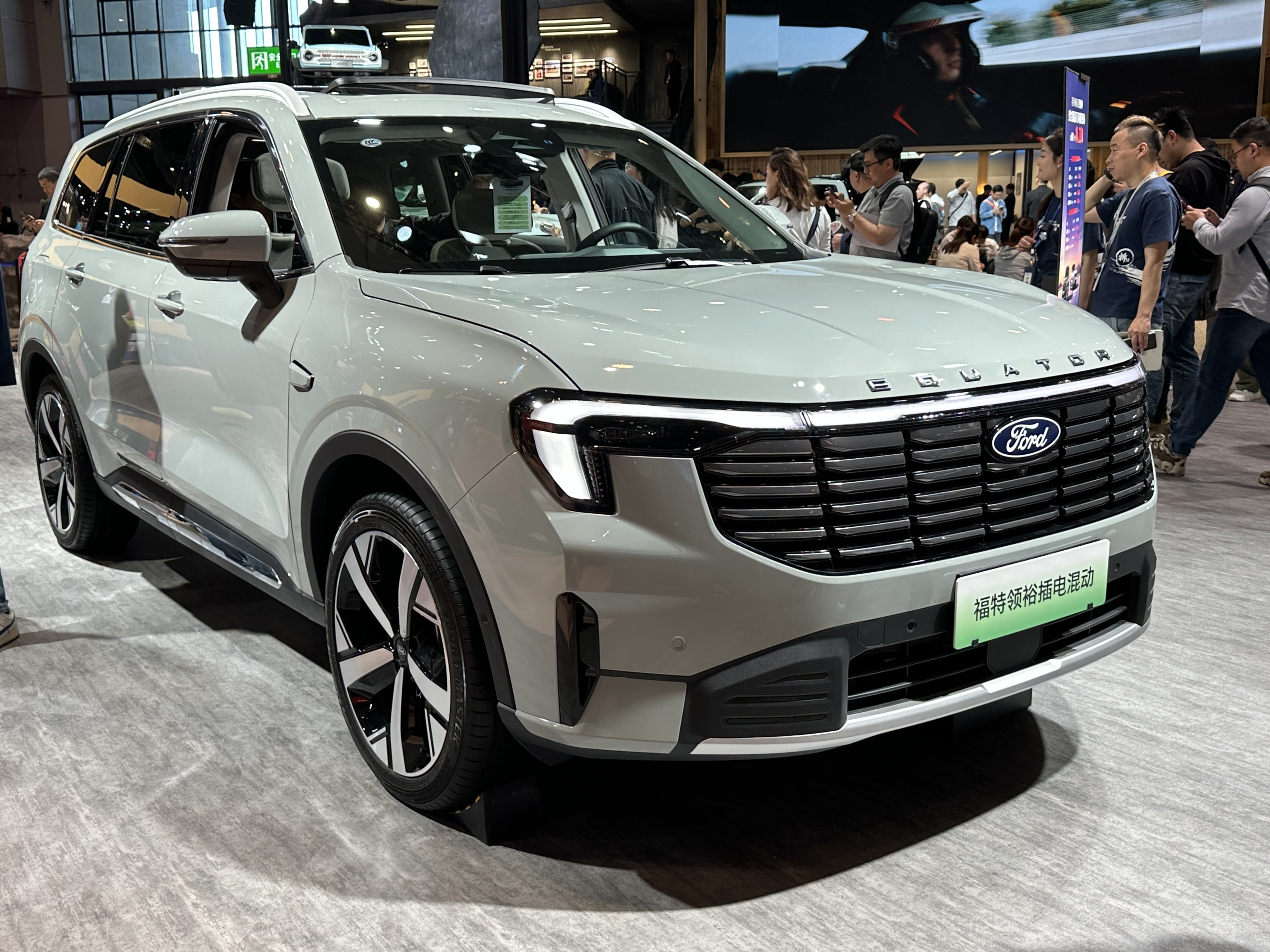
Ford Equator Sport (seit 2024)
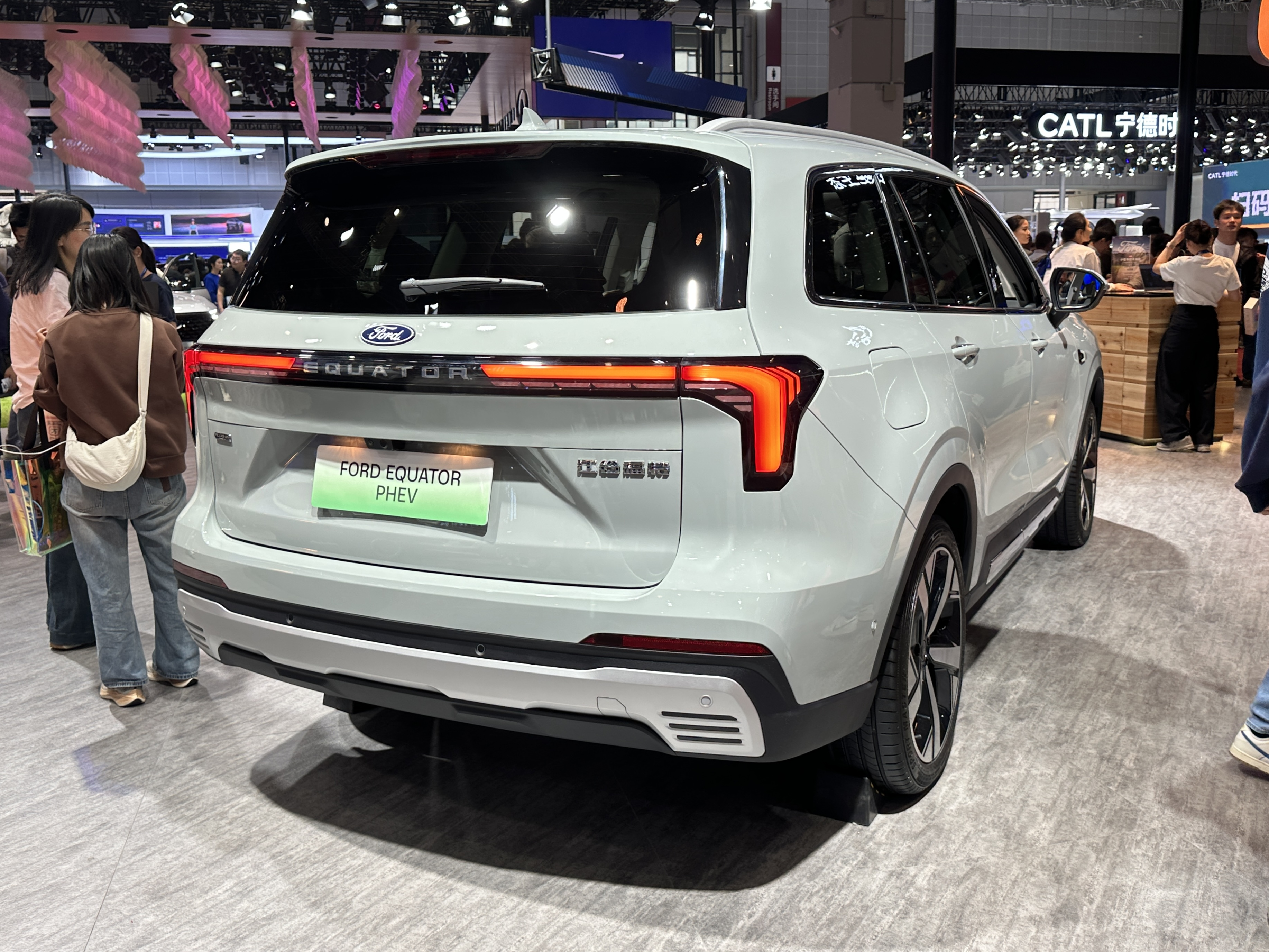
Heckansicht

## Technische Daten
Angetrieben wird der Equator von einem aufgeladenen Zweiliter-Ottomotor mit 165 kW (224 PS). Er hat ein 6-Stufen-Doppelkupplungsgetriebe und Vorderradantrieb. Gegen Aufpreis ist Allrad verfügbar. Mit der Modellpflege 2024 folgte ein Plug-in-Hybrid-Antrieb mit einer Systemleistung von 160 kW (218 PS).
|                                             | EcoBoost 225                     | Plug-in-Hybrid                              |
| ------------------------------------------- | -------------------------------- | ------------------------------------------- |
| Bauzeitraum                                 | seit 03/2021                     | seit 11/2024                                |
| Motorkenndaten                              |                                  |                                             |
| Motorart                                    | Ottomotor                        | Ottomotor + Elektromotor                    |
| Motorbauart                                 | Reihen-Vierzylinder-Motor        | Reihen-Vierzylinder-Motor                   |
| Motoraufladung                              | Turbolader                       | Turbolader                                  |
| Hubraum                                     | 1997 cm³                         | 1498 cm³                                    |
| max. Leistung Verbrennungsmotor bei min−1   | 165 kW (224 PS) / 5500           | 110 kW (150 PS) / 5500                      |
| max. Leistung Elektromotor                  | —                                | 60 kW (82 PS)                               |
| max. Systemleistung                         | —                                | 160 kW (218 PS)                             |
| max. Drehmoment Verbrennungsmotor bei min−1 | 360 Nm / 3500                    | 240 Nm / 2000–3000                          |
| max. Systemdrehmoment                       | —                                | 315 Nm                                      |
| Kraftübertragung                            |                                  |                                             |
| Antrieb, serienmäßig                        | Vorderradantrieb                 | Vorderradantrieb                            |
| Antrieb, optional                           | Allradantrieb                    | —                                           |
| Getriebe, serienmäßig                       | 6-Stufen-Doppelkupplungsgetriebe | 2-Stufen-Hybridgetriebe                     |
| Messwerte                                   |                                  |                                             |
| Höchstgeschwindigkeit                       | 195 km/h                         | 180 km/h                                    |
| Beschleunigung, 0–100 km/h                  | k. A.                            | 7,7 s                                       |
| Leergewicht                                 | 1750–1830 kg                     | 2060 kg                                     |
| Kraftstoffverbrauch auf 100 km (kombiniert) | 8,0–8,3 l Super                  | 1,4 l Super                                 |
| Tankinhalt                                  | 64 l                             | 52 l                                        |
| Antriebsbatterie                            | —                                | Lithium-Eisenphosphat-Akkumulator: 18,4 kWh |
| Abgasnorm                                   | China VI                         | China VI                                    |